# Wolisso
Wolisso (traslitterato sovente in italiano come Uoliso), anche conosciuta come Waliso o con il precedente nome di Ghion o, diversamente traslitterato, Giyon, datole dall'imperatore Hailé Selassié e mantenuto fino alla sua morte, è una città dell'Etiopia centrale situata nella Zona dello Scioa sudoccidentale della Regione di Oromia e capoluogo dell'omonimo woreda (distretto).
Secondo i dati forniti dal censimento effettuato sul territorio nel 2007, l'ultimo redatto dalla Central Statistics Agency, la città contava una popolazione di 37 878 abitanti.
La città è sede di un complesso ospedaliero, il St. Luke Catholic Hospital, costruito su iniziativa dell'Africa Cuamm - Medici con l'Africa, organizzazione non governativa italiana, che si occupa inoltre della formazione di assistenti infermieri tramite una scuola professionale.